# Hemisemidalis kasyi
Hemisemidalis kasyi är en insektsart som först beskrevs av H. Aspöck och U. Aspöck 1965.  Hemisemidalis kasyi ingår i släktet Hemisemidalis och familjen vaxsländor. Inga underarter finns listade i Catalogue of Life.